# Nudie Cohn
Nudie Cohn, geboren als Nuta Kotlyarenko, (Kiev, 15 december 1902 – 9 mei 1984) was een Amerikaans modeontwerper van Joods-Oekraïense komaf die zich specialiseerde in extravagante en flamboyante artiestenkledij voor artiesten uit de film- en muziekwereld, zoals Elvis Presley, Johnny Cash, John Lennon, Gram Parsons en Bobbejaan Schoepen.

## Voorgeschiedenis
Cohn verhuisde als kind naar New York. In plaats van (zoals initieel gepland) te verhuizen naar Californië om bokser te worden, ging hij voor een bescheiden inkomen aan de slag als kostuumontwerper. Hij verhuisde even naar Minnesota om in 1934 te trouwen met Helen Barbara Kruger. Ze trokken vervolgens naar New York waar ze een eerste winkel openden Nudie's for the Ladies, gespecialiseerd in outfits voor showgirls. Samen kregen ze hun enige kind Barbara Cohn, die trouwde met de Mexicaanse modeontwerper Manuel Cuevas. Het viertal werkte decennialang samen in Nudies winkel in Noord-Hollywood.

## Nudie suits

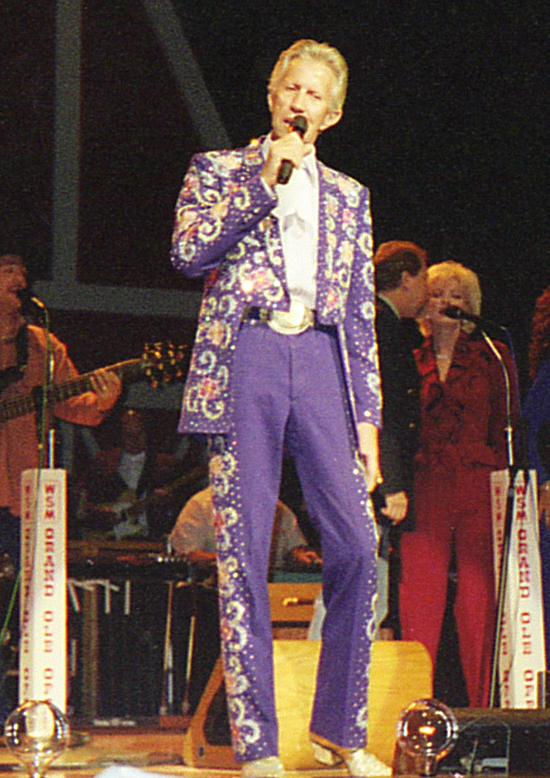
Porter Wagoner in een Nudie suit

Nudie was aanvankelijk een ontwerper van rijkelijk gedecoreerde g-strings voor New Yorkse strippers. Hij verhuisde naar Hollywood in 1947 en begon met ontwerpen in de ‘rhinestone cowboy’-stijl die vaak gedragen wordt door country & western-artiesten. In de jaren zestig groeide Nudies uit tot een vermaard modeontwerpbureau. Zijn gedecoreerde outfits werden gedragen door muziek- en filmartiesten, onder wie Elvis Presley, Gram Parsons, Porter Wagoner, Dolly Parton, Roy Rogers, John Wayne, Elton John, Cher, Cher, ZZ Top (Fandango! (1975), Tex Williams, John Lennon, Steve McQueen, Johnny Cash en Bobbejaan Schoepen.
Zowel Nudie Cohn als schoonzoon Manuel Cuevas zorgden voor het ontwerp en de uitvoering van de zwarte pakken waarmee Johnny Cash bekend werd als The Man in Black. Cohn zelf ontwierp het gouden pak van Elvis Presley.
Schoonzoon Manuel Cuevas ontwierp er de couture voor het album voor Sgt. Pepper's Lonely Hearts Club Band (Beatles), en ook het flamboyante pak van Gram Parsons, dat werd gedecoreerd met blote vrouwen, kleurrijke marihuanabladeren over de mouwen, en op de rug een groot rood kruis.

## Nudie mobiles
Bobbejaan Schoepen kwam in de jaren zestig en zeventig vaak bij Nudie Cohn en kocht van hem ook twee Amerikaanse witte Pontiacs (Bonneville), genaamd Nudie mobiles, gedecoreerd met zilveren dollars uit 1971, kogelhulzen, siergeweren, en vooraan een stierhoorn. Een andere Pontiac Bonneville van Cohn is aangekocht door de Amerikaanse countryzanger Webb Pierce en staat opgesteld in de Country Music Hall of Fame in Nashville (Tennessee).